# Xylencyrtus
Xylencyrtus is een geslacht van vliesvleugeligen uit de familie Encyrtidae. De wetenschappelijke naam van dit geslacht is voor het eerst geldig gepubliceerd in 1968 door Annecke.

## Soorten
Het geslacht Xylencyrtus omvat de volgende soorten:
- Xylencyrtus mumifex Annecke, 1968
- Xylencyrtus tridens Annecke, 1968